# 明日に向かって走れ (エレファントカシマシの曲)
「明日に向かって走れ」（あしたにむかってはしれ）は、エレファントカシマシの13枚目のシングル。1997年2月19日にポニーキャニオンよりリリース。規格品番はPCDA-00940。廃盤。

## 解説
- アルバムより半年ぶりのリリース。
- 本作のジャケットはバンド初の横向きジャケットになった。

## 収録曲
1. 明日に向かって走れ (4:35)
（作詞・作曲：宮本浩次　編曲：宮本浩次・佐久間正英）
NHK「ポップジャム」エンディングテーマ
2. ふたりの冬 (3:44)
（作詞・作曲・編曲：宮本浩次）
3. 明日に向かって走れ（オリジナル・カラオケ） (4:35)